# Nobuo Kawakami
Nobuo Kawakami (川上 信夫, Kawakami Nobuo, Saitama, 14 oktober 1947) is een Japans voormalig voetballer die als verdediger speelde.

## Clubcarrière
Kawakami begon zijn carrière in 1971 bij Hitachi. Met deze club werd hij in 1972 kampioen van Japan. Kawakami veroverde er in 1972 en 1975 de Beker van de keizer en in 1976 de JSL Cup. In 8 jaar speelde hij er 128 competitiewedstrijden en scoorde 7 goals. Kawakami beëindigde zijn spelersloopbaan in 1978.

## Japans voetbalelftal
Nobuo Kawakami debuteerde in 1970 in het Japans nationaal elftal en speelde 41 interlands.

## Statistieken
| Japans voetbalelftal | Japans voetbalelftal | Japans voetbalelftal |
| Jaar                 | Wed.                 | Dlp.                 |
| -------------------- | -------------------- | -------------------- |
| 1970                 | 4                    | 0                    |
| 1971                 | 1                    | 0                    |
| 1972                 | 8                    | 0                    |
| 1973                 | 5                    | 0                    |
| 1974                 | 5                    | 0                    |
| 1975                 | 9                    | 0                    |
| 1976                 | 8                    | 0                    |
| 1977                 | 1                    | 0                    |
| Totaal               | 41                   | 0                    |